# 李振华 (中医学家)
李振华（1924年11月—2017年5月23日），男，汉族，河南洛宁人，中国中医学家、中医教育家，河南中医学院原院长，中华中医药学会原常务理事，第一届国医大师，第七届全国人大代表。